# A World of Difference (The Twilight Zone)
"A World of Difference" is een aflevering van de Amerikaanse televisieserie The Twilight Zone. De aflevering werd geschreven door Richard Matheson.

## Plot

### Opening
You're looking at a tableau of reality, things of substance, of physical material: a desk, a window, a light. These things exist and have dimension. Now this is Arthur Curtis, age thirty-six, who also is real. He has flesh and blood, muscle and mind. But in just a moment we will see how thin a line separates that which we assume to be real with that manufactured inside of a mind.
— Rod Serling

### Verhaal
Arthur Curtis is een zakenman. Op een dag ontdekt hij dat zijn telefoon niet langer werkt en hoort hij een stem het bevel roepen te stoppen met filmen. Hij ontdekt dat zijn kantoor in werkelijkheid een filmstudio is en dat "Arthur Curtis" slechts een rol is die hij speelde. Zijn echte naam is Jerry Raigan, een filmster die inmiddels over zijn top heen is.
Arthur/Jerry probeert Arthur Curtiss huis te vinden, maar treft hiervoor geen bewijzen aan. Zijn agent vertelt hem dat de show wordt stopgezet omdat ze denken dat Arthur/Jerry een zenuwinzinking heeft gekregen. Arthur/Jerry haast zich terug naar de set, die op dat moment wordt afgebroken en eist dat hij niet in de wereld van Jerry Raigan wordt achtergelaten. Arthur/Jerry en zijn “vrouw” gaan aan boord van een vliegtuig, dat vervolgens verdwijnt.
Jerrys agent ontdekt dat Jerry is verdwenen en gooit een stapel scripts voor de serie in de prullenbak.

### Slot
The modus operandi for the departure from life is usually a pine box of such and such dimensions, and this is the ultimate in reality. But there are other ways for a man to exit from life. Take the case of Arthur Curtis, age thirty-six. His departure was along a highway with an exit sign that reads, 'This Way To Escape.' Arthur Curtis, en route to the Twilight Zone.
— Rod Serling

## Rolverdeling
- Howard Duff : Arthur Curtis/Jerry Raigan
- Eileen Ryan : Nora Raigan
- David White : Brinkley
- Gail Kobe : Sally
- Peter Walker : Sam
- Susan Dorn : Marian Curtis
- Frank Maxwell : Marty
- Bill Idelson : Stagehand

## Achtergrond
- Het thema van een man die ontdekt dat zijn hele leven in feite een realityshow is, is later ook verwerkt in andere series en films. Bekende voorbeelden zijn de film The Truman Show, en de aflevering "Reality Takes a Holiday" van de serie Eerie, Indiana.
- De aflevering werd geparodieerd in Saturday Night Live met de acteurs van Star Trek: The Original Series.
- Stephen Kings korte verhaal "Umney's Last Case" volgt een soortgelijke plot.